# Cosima Dannoritzer
Cosima Martina Dannoritzer (Dortmund, 1965) és una directora i productora de cinema alemanya. Es va fer un nom arreu del món amb el seu premiat documental Kaufen für die Müllhalde ("Comprar, llençar, comprar"), sobre l'obsolescència planificada dels aparells.

## Biografia
Cosima Dannoritzer nasqué el 1965 a la ciutat de Dortmund. Estudià Literatura anglesa, cinema i teatre a la Universitat de Strathclyde, a Glasgow (Escòcia), i es diplomà en producció teatral i cinematogràfica.
Dannoritzer és una creadora i productora independent que treballa, entre d'altres, per a la cadena Deutsche Welle TV. El 2001 va fer una sèrie documental sobre Alemanya a la BBC, i després ha treballat a Televisió Espanyola en llengua catalana. Des del 2011, el seu documental més exitós, Kaufen für die Müllhalde, ha estat reposat per les cadenes Arte i Phoenix. Ha rebut nombrosos premis internacionals pels seus documentals.

## Filmografia
(selecció)
- The E-Waste Tragedy (en català "la tragèdia electrònica") documental, 50 minuts, 2014.[4]
- Kaufen für die Müllhalde (en francès: Prêt à jeter, en anglès: The Light Bulb Conspiracy, en català "Comprar, llençar, comprar"), documental, 75 minuts, 2010.[5][6]
- L'amnèsia electrònica, Televisió Espanyola, 2006.[6]
- El que la brossa ens diu, Televisió Espanyola, 2003.[7][8]
- Germany Inside Out, BBC, Regne Unit, 2001.
- My Brother Tom, Filmfour, Regne Unit, 2000.
- Noah, Deutsche Welle Tv, Alemanya, 1995.
- Rebuilding Berlin, Channel 4, Regne Unit, 1992.

## Obra escrita
- Cosima Dannoritzer i Jürgen Reuß: Kaufen für die Müllhalde. Das Prinzip der geplanten Obsoleszenz ("Comprar, llençar. El principi de l'obsolescència programada"), orange-press, Friburg de Brisgòvia, 2013. ISBN 978-3-936086-66-9.